# Гринкевичюте, Даля
Даля Гринкявичуте (лит. Dalia Grinkevičiūtė; 28 мая 1927, Каунас, Литва — 5 декабря 1987, там же) — литовский врач и писательница. Известность ей принесли её воспоминания о депортации и репрессиях в СССР, которые были впервые опубликованы в 1979 году, а потом ещё нескольких раз переиздавались. В настоящее время эти мемуары входят в школьную программу по литературе в Литве. Они переведены на английский и немецкий языки.

## Биография
Даля Гринкявичуте родилась в Каунасе и училась в местной женской гимназии. В результате советской оккупации Литвы её семья была выслана из Литвы во время первой волны депортаций, в июне 1941 года. Отделённый от остальных членов семьи отец Дали умер на Урале. Далю, её мать и брата сначала отправили в Алтайский край, а затем перевезли в посёлок Трофимовск, располагавшийся на одноимённом острове-тюрьме в дельте реки Лены, далеко за Северным полярным кругом. Множество депортированных туда умерло от холода и голода.
В 1948 году Дале разрешили поступить в техникум в Якутске. Несмотря на запрет, мать Дали села на пароход вместе с ней. Обман обнаружили, и Далю в наказание отправили работать в Кангаласские угольные копи. Когда шахту закрыли, она уехала в Якутск, где воссоединилась с матерью.
В 1949 году вместе с матерью ей удалось бежать и вернуться в Литву, в течение года они скрывались в домах своих друзей и родственников в Каунасе. Её мать умерла и была похоронена в этот период. Далю же повторно арестовали и отправили в лагерь Унжлаг в Сухобезводном (Горьковская область). В 1953 году она снова была отправлена в Якутию, но в следующем году, в связи с «оттепелью» после смерти Сталина, она получила право изучать медицину в Омске. Вернувшись в Каунас, Гринкевичюте продолжила там свое медицинское образование, окончив в 1960 году (в возрасте 33 лет) местное медицинское училище. Она устроилась врачом в литовском местечке Лаукува (Шилальский район). Гринкевичюте проработала до 1974 года, когда по воле советских властей её уволили с работы и даже лишили служебной квартиры.
Умерла в возрасте 60 лет в 1987 году и была похоронена на Эйгуляйском кладбище в Каунасе.

## Мемуары
Гринкевичюте оставила две версии своих воспоминаний. Первые, неполные, но более подробные, были написаны в 1949—1950 годах. Они были спрятаны в банке в саду Гринкевичюте и обнаружены в 1991 году. Текст был расшифрован и опубликован Военным музеем Витовта Великого в 1996 году. Английский перевод «Тени в тундре», осуществлённый Далей Валюкенас, был опубликован английским издательством Peirene Press в 2018 году. Её вторые мемуары были опубликованы в русском диссидентском самиздатском издании «Память» в 1979 году. В Литве её мемуары были впервые опубликованы в 1988 году. Они были переведены на английский язык и изданы в журнале Lituanus в 1990 году.